# Тимский уезд
Ти́мский (Тимско́й) уе́зд — административно-территориальная единица Курского наместничества (1779—1797) и Курской губернии (1802—1924) Российской империи, а затем (после революции) РСФСР. Уездным центром был город Тим.

## История
7 ноября 1775 года был издан указ Екатерины II «Учреждение для управления губерний Всероссийской империи», в соответствии с которым Россия была разделена на 50 наместничеств и губерний (по 300—400 тысяч населения в каждой) с подразделением их на уезды (по 20 — 30 тысяч человек). Границы прежних административных территорий подверглись переделке, потому что губерний и уездов стало намного больше.

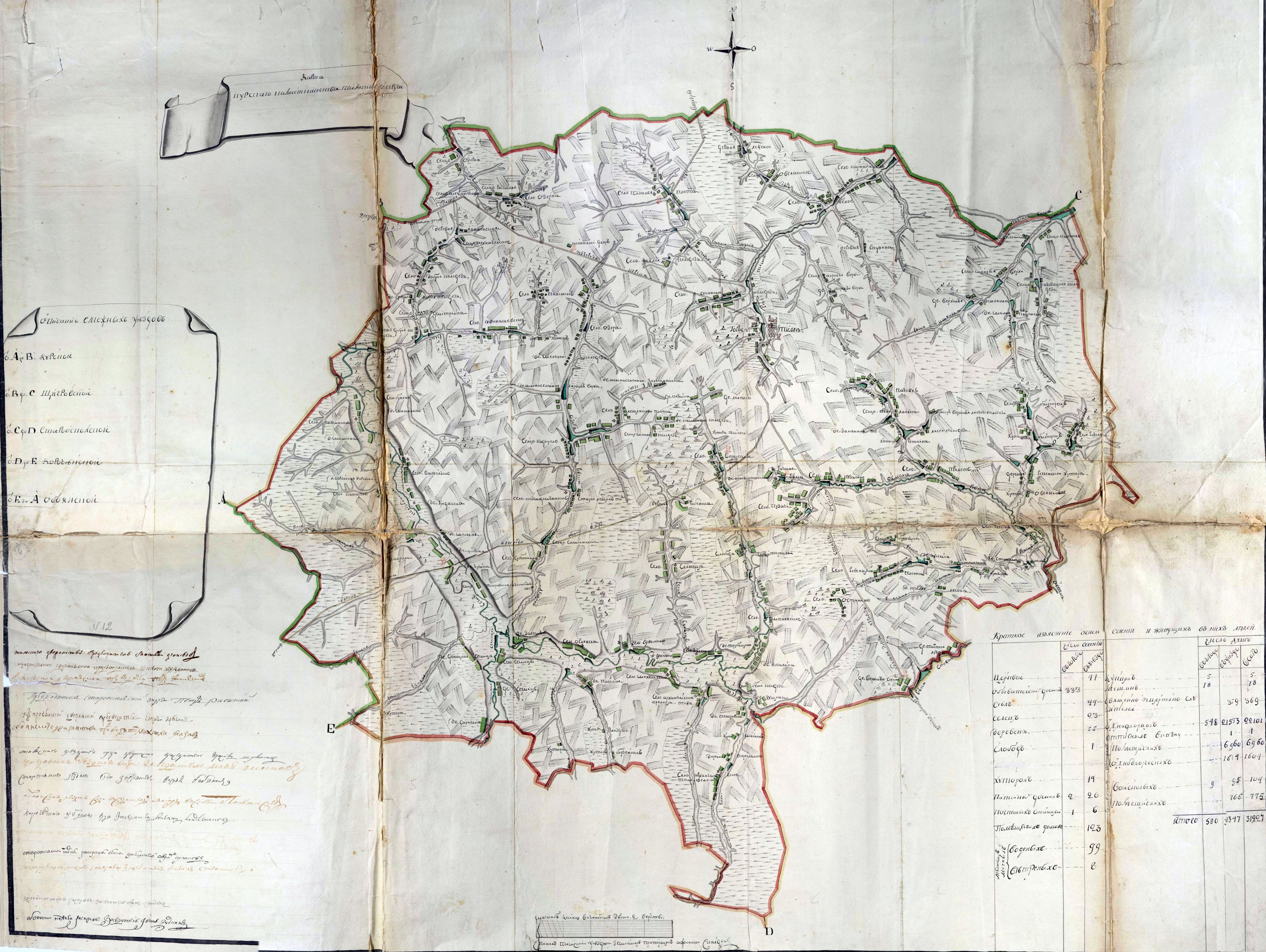
Карта Тимского уезда. XVIII век

В 1779 году было образовано Курское наместничество, состоящее из 15 уездов.
Из земель бывших Курского и Старооскольского уездов был образован Тимский уезд. Уездный город был образован из села Выгорное.
В результате второй губернской реформы в 1797 году Курское наместничество было преобразовано в Курскую губернию. Тимский уезд был ликвидирован, его территория была разделена между Курским, Старооскольским и Щигровским уездами, Тим стал заштатным городом Щигровского уезда.
В 1802 году большинство уездов, существовавших до 1797 года, в том числе Тимский уезд, были восстановлены. Территория Тимского уезда даже несколько увеличилась (по сравнению с 1779 годом). Границы уезда существенно не изменялись до 1924 года.
12 мая 1924 года вышло постановление Президиума ВЦИК об укрупнении уездов. Территория Тимского уезда была разделена между Курским и Щигровским уездами.
В 1928 году, после ликвидации Курской губернии и перехода на областное, окружное и районное подчинение был создан Тимский район, вошедший в состав Курского округа Центрально-Чернозёмной области.

## Население
Численность населения Тимского уезда составляла: 107 199 человек в 1862 году, 111 209 человек в 1878 году, 126 517 человек в 1885 году и 141 416 человек в 1897 году.

## Состав уезда
В 1890 году в состав уезда входило 10 волостей
| № п/п | Волость              | Волостное правление  | Число селений | Население |
| ----- | -------------------- | -------------------- | ------------- | --------- |
| 1     | Афанасьево-Пахонская | с. Афанасьевское     | 28            | 14934     |
| 2     | Верхосемьская        | с. Верхосемье        | 19            | 12683     |
| 3     | Двоелученская        | с. Двоелучное        | 27            | 12681     |
| 4     | Крестищенская        | с. Крестище          | 31            | 9513      |
| 5     | Мантуровская         | сл. Мантурово        | 1             | 3227      |
| 6     | Михельпольская       | с. Михельполье       | 34            | 17337     |
| 7     | Никольская           | с. Никольское        | 33            | 17241     |
| 8     | Погоженская          | с. Погожее           | 19            | 9886      |
| 9     | Рагозецкая           | с. Рагозцы           | 22            | 12567     |
| 10    | Успенская            | с. Становой Колодезь | 20            | 15521     |